# Cameron Cuffe
Cameron Cuffe (Londres, 25 de Agosto de 1993), é um ator inglês que interpretou Gino em Florence Foster Jenkins de 2016 e William Shannon na série da ITV série The Halcyon. Em 2018, ele passou a interpretar Seg-El, o avô de Superman e o personagem principal na série Syfy Krypton.

## Carreira
Nascido em Londres, Cuffe se formou na Academia Nacional Lir de Arte Dramática em Dublin. Seus trabalhos no teatro incluem a produção de The Vertical Hour e Cidade dos Anjos. Ele apareceu em 2016 filme no biográfico Florence Foster Jenkins e teve um papel recorrente em 2017 na série dramática The Halcyon. Depois de filmar um episódio em 2017 da série dramática da ABC, Vez Após Vez, Cuffe, conseguiu o papel principal do avô Superman, Seg-El na série da Syfy Krypton, que estreou em Março de 2018.

## Filmografia

### Filme
| Ano  | Título                  | Função            | Notas          |
| ---- | ----------------------- | ----------------- | -------------- |
| 2015 | Home Made               | Homem De Caridade | Curta-metragem |
| 2016 | Florence Foster Jenkins | Gino              |                |

### TV
| Ano  | Título           | Função          | Notas                             |
| ---- | ---------------- | --------------- | --------------------------------- |
| 2017 | The Halcyon      | William Shannon | Papel recorrente; 4 episódios     |
| 2017 | Tempo Após Tempo | Henry Ayers     | Episódio: "A Imagem Se Desvanece" |
| 2018 | Krypton          | Seg-El          | Papel principal                   |

### Games
| Ano  | Título                  | Função        | Notas  | Referências |
| ---- | ----------------------- | ------------- | ------ | ----------- |
| 2016 | Steep                   | Zack          | [ 9 ]  |             |
| 2017 | Need for Speed: Payback | Talento Vocal | [ 10 ] |             |